# Viimsi
Viimsi (tysk: Wiems) er en landsby i Harrien i det nordlige Estland.
Viimsi er beliggende i Viimsi landkommune i Harjumaa amt (maakond). Den har et areal på 2 km2
og et befolkningstal på 2.703 (2021) indbyggere.